# 布尔讷夫湾
布尔讷夫湾（法語：Baie de Bourgneuf，發音：[bɛ də buʁnœf]）是法国西部大西洋沿岸的一个海湾，位于大西洋卢瓦尔省和旺代省的边界，从圣吉尔达角（卢瓦尔河口以南）延伸至滨海博瓦尔。中世纪时，该海湾称布列塔尼湾（法語：baie de Bretagne）。

### 书目
- Boutin, Émile. . Siloë. 1993-01-01. ISBN 9782908924251 （法语）.